# Канно Хірокі
Канно Хірокі (яп. 菅野 宏紀) — японський аніматор, анімаційний директор та дизайнер персонажів.

## Деякі роботи
- Angelic Layer — анімаційний директор (епізод 2)
- Ayakashi Ayashi — анімаційний директор (епізод 4, 12, 18, 24)
- Ayakashi Ayashi: Ayashi Divine Comedy (OVA) — анімаційний директор (епізод 3)
- Clamp School — анімаційний директор (епізод 1,6,20,26)
- Cowboy Bebop — анімаційний директор (епізод 18, 24)
- Digimon: The Movie
- Escaflowne: The Movie
- Eureka Seven — анімаційний директор (епізод 27, 33)
- Fullmetal Alchemist — анімаційний директор (епізод 2, 9, 17, 25, 33, 39, 45,50)
- Fullmetal Alchemist: Conqueror of Shamballa
- Fushigi Yuugi — анімаційний директор (епізод 5, 12)
- Kurau: Phantom Memory — анімаційний директор (епізод 22)
- Mobile Suit Gundam 0083: Stardust Memory (OVA) — анімаційний директор
- RahXephon — анімаційний директор (епізод 15, 21, 26), анімація персонажів, помічник анімаційного директора (епізод 18)
- RahXephon (OVA) — анімація персонажів
- RahXephon: Pluralitas Concentio — анімація персонажів
- Soul Eater — анімаційний директор (епізод 2)
- Wolf's Rain — анімаційний директор
- Yu Yu Hakusho — дизайн персонажів, директор по анімації